# Euidella weedi
Euidella weedi är en insektsart som först beskrevs av Van Duzee 1897.  Euidella weedi ingår i släktet Euidella och familjen sporrstritar. Inga underarter finns listade i Catalogue of Life.